# Caserma Vittoria

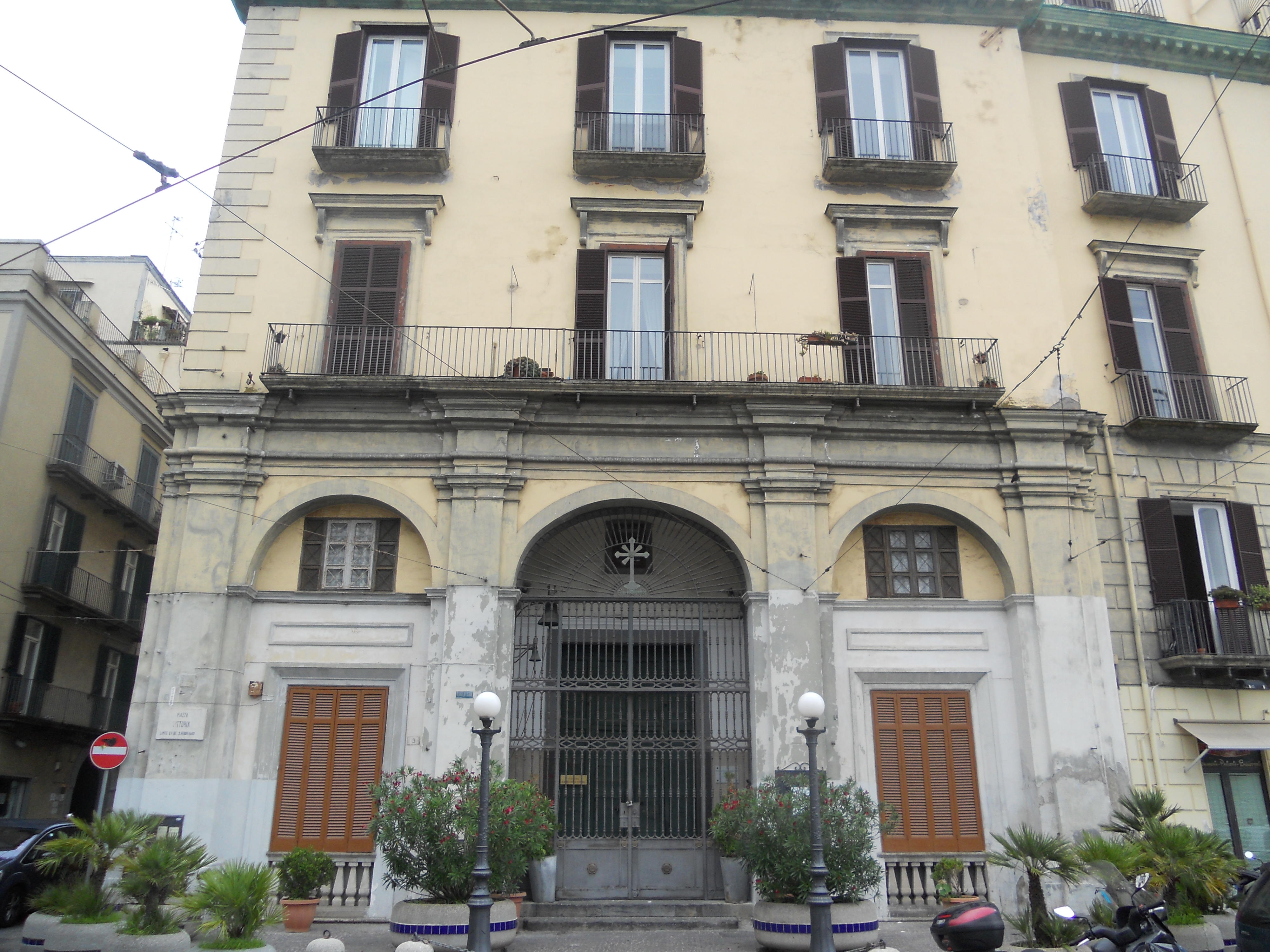
L'ingresso della chiesa di Santa Maria della Vittoria

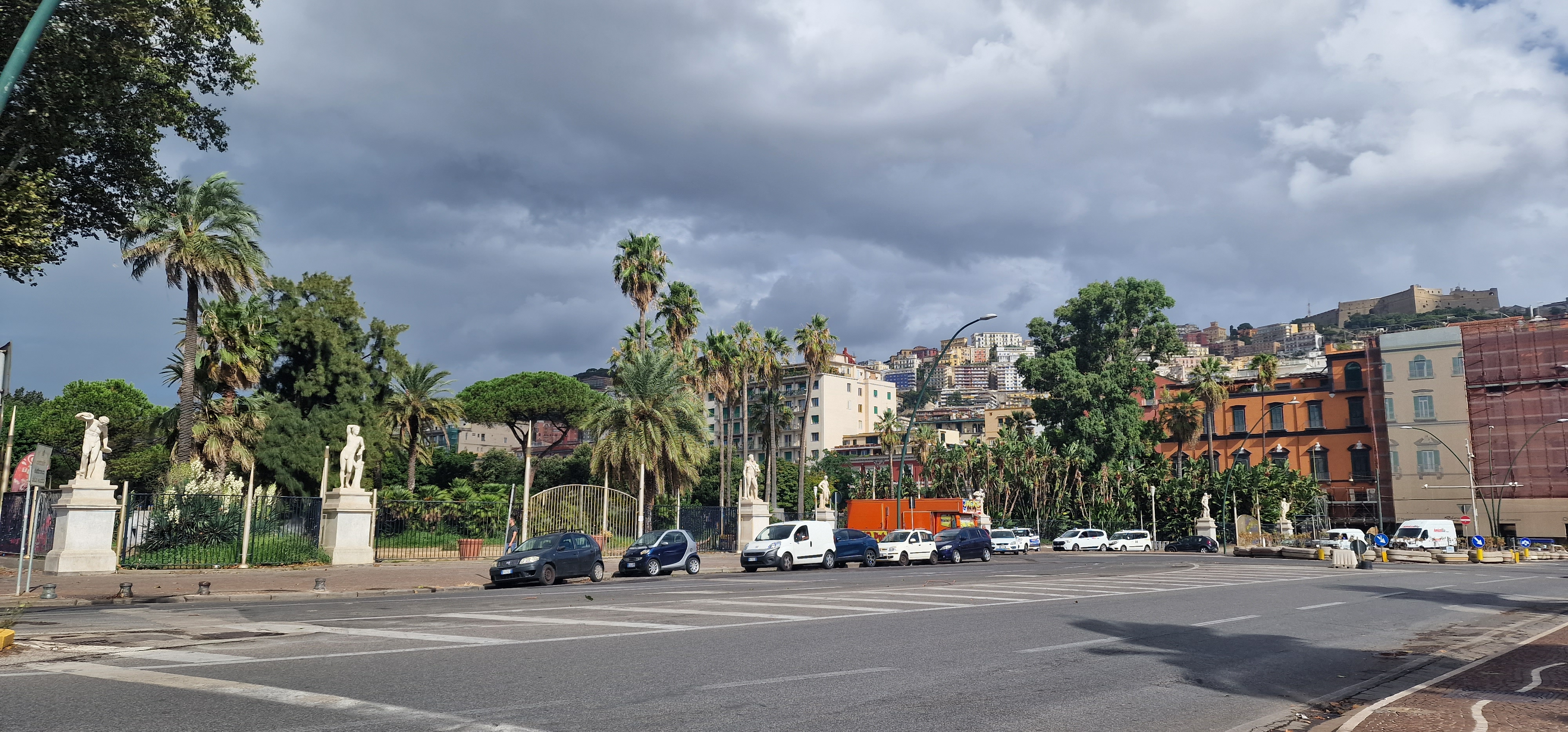
Villa Comunale, ingresso da piazza Vittoria

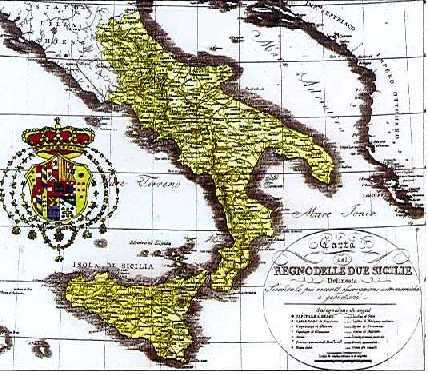
Mappa del XIX secolo del Regno delle Due Sicilie

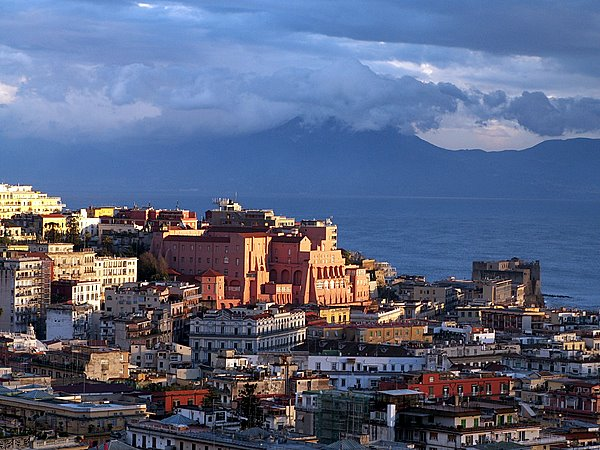
Il complesso della Nunziatella sul Monte Echia, a monte della caserma "Vittoria"

La caserma “Vittoria” di Napoli è oggi la sede del Comando interregionale carabinieri “Ogaden” da cui dipendono le Legioni carabinieri "Campania", "Abruzzo", "Molise", "Puglia" e "Basilicata".
La denominazione della caserma è collegato alla limitrofa chiesa di Santa Maria della Vittoria e della adiacente piazza della Vittoria che commemorano la vittoria della flotta cristiana sulla flotta turca nei pressi di Lepanto il 7 ottobre 1571.

## La storia
La caserma “Vittoria” nasce nella prima metà dell'Ottocento su progetto dell'architetto Errico Alvino cui venne affidato il compito di curare la sistemazione dell'intero quartiere di Chiaia e del complesso militare borbonico, in particolare modo le modifiche dell'impianto viario e del perimetro degli edifici, nonché l'apertura di via della Pace, oggi via Domenico Morelli, la via degli antiquari della città di Napoli.
Così nel 1853, l'Alvino fece aprire la spaziosa via della Pace e progettò l'apertura di una strada sotto il monte Echia, che ponesse in rapido collegamento via della Pace con largo Carolina per un motivo essenzialmente militare. Essa avrebbe dovuto consentire in caso di necessità alle truppe acquartierate nelle varie caserme della zona di Chiaia di raggiungere in tempo rapidissimo il Palazzo Reale.
Iniziato nel 1853 uno scavo, il progetto dell'Alvino venne però momentaneamente accantonato per essere ripreso solo nel 1926 da Michele Guadagno, ma con un tracciato del tutto diverso, quello dell'odierna Galleria Vittoria.
L'Architetto Alvino, oltre alla sistemazione dei tanti edifici del luogo progettò e realizzò anche la costruzione di una nuova caserma da destinare alla Cavalleria, nell'area immediatamente sottostante alla Nunziatella. L'edificio occupò il lato breve di un isolato compreso tra via della Pace, piazza della Vittoria (così denominata per via della chiesa di Santa Maria della Vittoria) e la vicina Villa Reale, oggi Villa Comunale.

## L'edificio sede della caserma
La pianta presenta un corpo di fabbrica semplice lungo la strada, al quale sono collegati due corpi a forma triangolare contenenti le scale e gli alloggi di servizio.
Con l'incrocio dei due triangoli, suggeriti dall'andamento sghembo del perimetro del lotto preesistente, si veniva a regolarizzare il disegno del cortile interno.
Al pianterreno un portico a forma di forcella collega il corpo in linea con i due elementi triangolari.
La facciata esterna è costituita da tre ordini sovrastanti un alto basamento bugnato.
Al primo piano si aprono finestre con cornici orizzontali, del tipo inginocchiato, ossia con davanzale sporgente sorretto da alte mensole; al secondo piano vi sono finestre a timpano, al terzo le stesse paraste modulano lo spazio tra finestre che hanno nuovamente architrave orizzontale.
Il portale d'ingresso è inscritto in un rettangolo formato da una trabeazione arricchita da una serie di gigli borbonici.
Degne di nota sono pure le due scale a chiocciola disposte simmetricamente e l'ampio cortile necessario alla manovra dei cavalli le cui scuderie erano collocate nel seminterrato, oggi ancora visibili.
Dopo la seconda guerra mondiale il palazzo ebbe una ristrutturazione significativa e fu sopraelevato di un livello acquisendo così, con un quarto piano, maggiore imponenza.

## I Carabinieri a Napoli

Lo stemma araldico

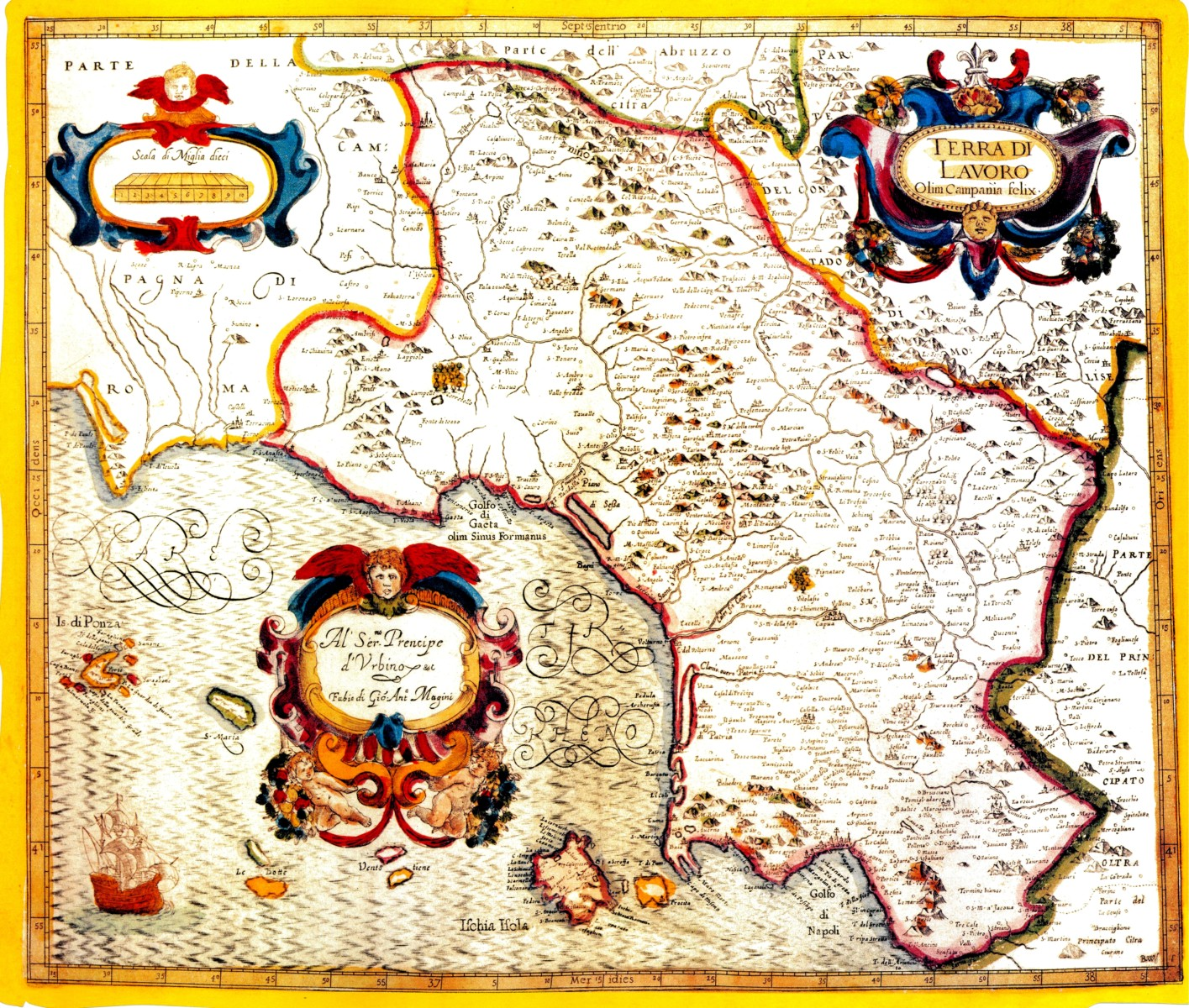
La Terra di Lavoro nel XVIII secolo

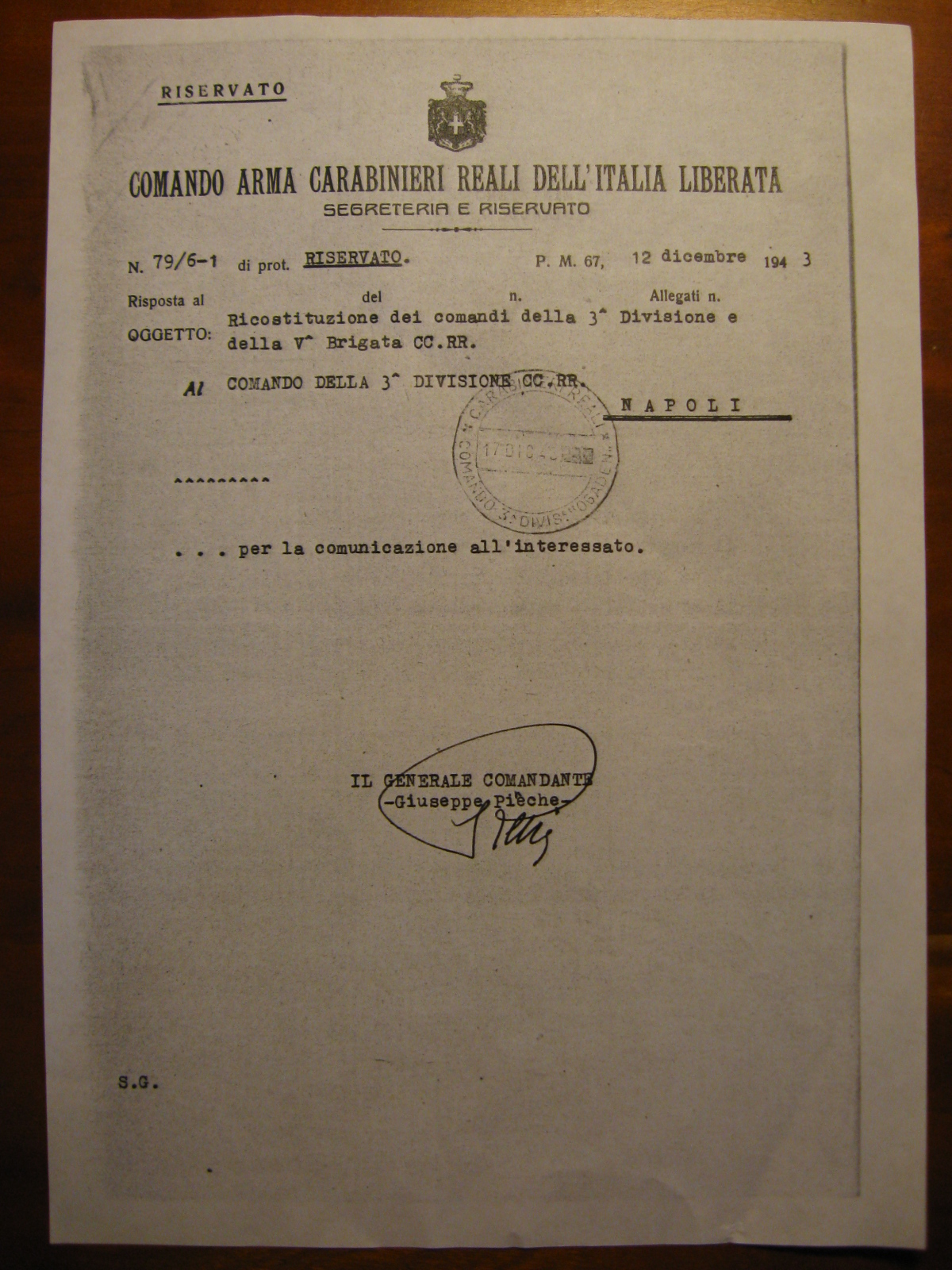
Documento del Comando CC Reali dell'Italia liberata

Anche a Napoli, come per la gran parte dei territori degli stati pre-unitari italiani, i Carabinieri sabaudi arrivarono nel 1860.
Il primo contatto tra i Carabinieri e l'Italia del Regno delle Due Sicilie si ebbe quando Garibaldi era impegnato nella campagna siciliana.
Con il disfacimento della struttura statale borbonica si dovette cercare di provvedere alla sicurezza ed all'ordine pubblico ed a tutti i compiti di polizia. All'uopo venne costituito in loco un reparto che si avvalse del discreto aiuto di alcuni ufficiali, sottufficiali e carabinieri piemontesi, inviati sull'isola per tale missione. Man mano che le camicie rosse garibaldine completavano l'occupazione dell'isola, il reparto andava lievitando e assunse il nome di "Legione Carabinieri Reali di Sicilia".
Una parte dei componenti della Legione fu addirittura inviata nelle Marche ed in Umbria nel corso di una breve spedizione, voluta dalla Corona e dal Governo Sardo, con il duplice scopo di recare aiuto al Generale Garibaldi e controllarne l'operato.
Dopo il trionfale ingresso del Duce dei Mille a Napoli e l'arrivo dei primi reparti dell'Armata Sarda, il 23 ottobre 1860, giungeva nella ex capitale borbonica il primo contingente di Reali Carabinieri al comando del Maggior Generale Trofimo Arnulfi denominato "Corpo dei Carabinieri Meridionali", con una forza di circa 1.500 uomini.
Il Corpo gradualmente assorbì gran parte della disciolta Gendarmeria borbonica e venne strutturato sul territorio e organizzato come Reggimento posto al comando del Luogotenente Colonnello Emanuele Trotti.
Il Reggimento però non entrò mai in funzione perché il 24 gennaio 1861 l'antica Armata Sarda assumeva la denominazione di "Esercito Italiano"  ed il Corpo dei Reali Carabinieri diveniva Arma assumendo ruolo ed entità maggiore. Tale cambiamento portò la riorganizzazione territoriale dell'Arma che istituì 13 Legioni territoriali ed una Legione allievi, dirette da un "Comitato" (l'odierno Comando Generale dell'Arma dei Carabinieri).
Esse erano articolate in Divisioni (poi denominate Gruppi ed oggi Comandi provinciali) a loro volta suddivise in Compagnie, Luogotenenze e Stazioni. Le città prescelte per ospitare questi nuovi raggruppamenti furono: Torino, Genova, Cagliari, Milano, Bologna, Firenze, Chieti, Bari, Salerno, Catanzaro, Palermo, Ancona e Napoli.
La Legione assegnata alla città di Napoli fu la 7^ e la sua giurisdizione abbracciava l'abitato urbano della ex capitale, la sua vasta provincia, la Terra di Lavoro, Benevento ed il Molise. Essa fu costituita formalmente il 1º luglio 1861 al comando del Colonnello Giuseppe Guastalla.
Il  generale Arnulfi fu nominato in via provvisoria  ispettore dei carabinieri reali per il napoletano con alle dipendenze anche le Legioni di Chieti, Bari, Salerno e Catanzaro.

## I carabinieri nella caserma "Vittoria"

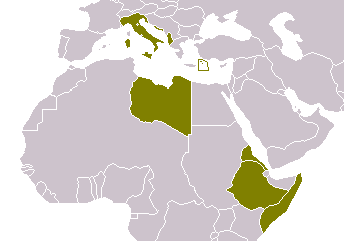
L'Impero Italiano nel 1940, nel momento di massima espansione. L'Ogaden è una regione dell'Etiopia

Il 24 gennaio 1939 venne istituita in Napoli la  3ª Divisione carabinieri, che andava ad aggiungersi alle due altre Grandi unità territoriali dell'Arma dei carabinieri, ovvero la  1ª Divisione "Pastrengo" di Milano e la 2ª Divisione "Podgora" di Roma, istituite nel 1936.
La giurisdizione della  Divisione di Napoli comprendeva un terzo della penisola, ovvero l'Italia meridionale e la Sicilia,  nonché le isole dell'Egeo e le Colonie.
Solo dopo alcuni mesi dall'istituzione della Divisione, il 4 aprile, a ricordo del valore mostrato dai carabinieri nella battaglia di Gunu Gadu, la 3ª Divisione assunse il nome di "Ogaden", dalla località dell'Etiopia dove il 24 aprile 1936 "le bande autocarrate dell'Arma avevano avanzato allo scoperto, con determinazione e coraggio, contro un infinito numero di nemici...".
Dall'inizio della sua entrata in funzione, la 3ª Divisione carabinieri "Ogaden" occupò la sede di via Domenico Morelli, oggi Comando interregionale carabinieri "Ogaden", già caserma di cavalleria, progettata dall'architetto Alvino.
Sino al 1º novembre 1993 presso la caserma "Vittoria" aveva sede anche la VII Brigata carabinieri, soppressa contestualmente alla trasformazione delle Legioni territoriali in Regioni carabinieri rinominate Legioni carabinieri il 5 giugno 2009.
dal 1º gennaio 2001 la 3ª divisione è stata appunto trasformata in comando interregionale, comandata da un generale di corpo d'armata con funzioni di alta direzione di coordinamento e controllo sulle cinque Regioni carabinieri che fanno parte della Grande unità.

## Altre immagini

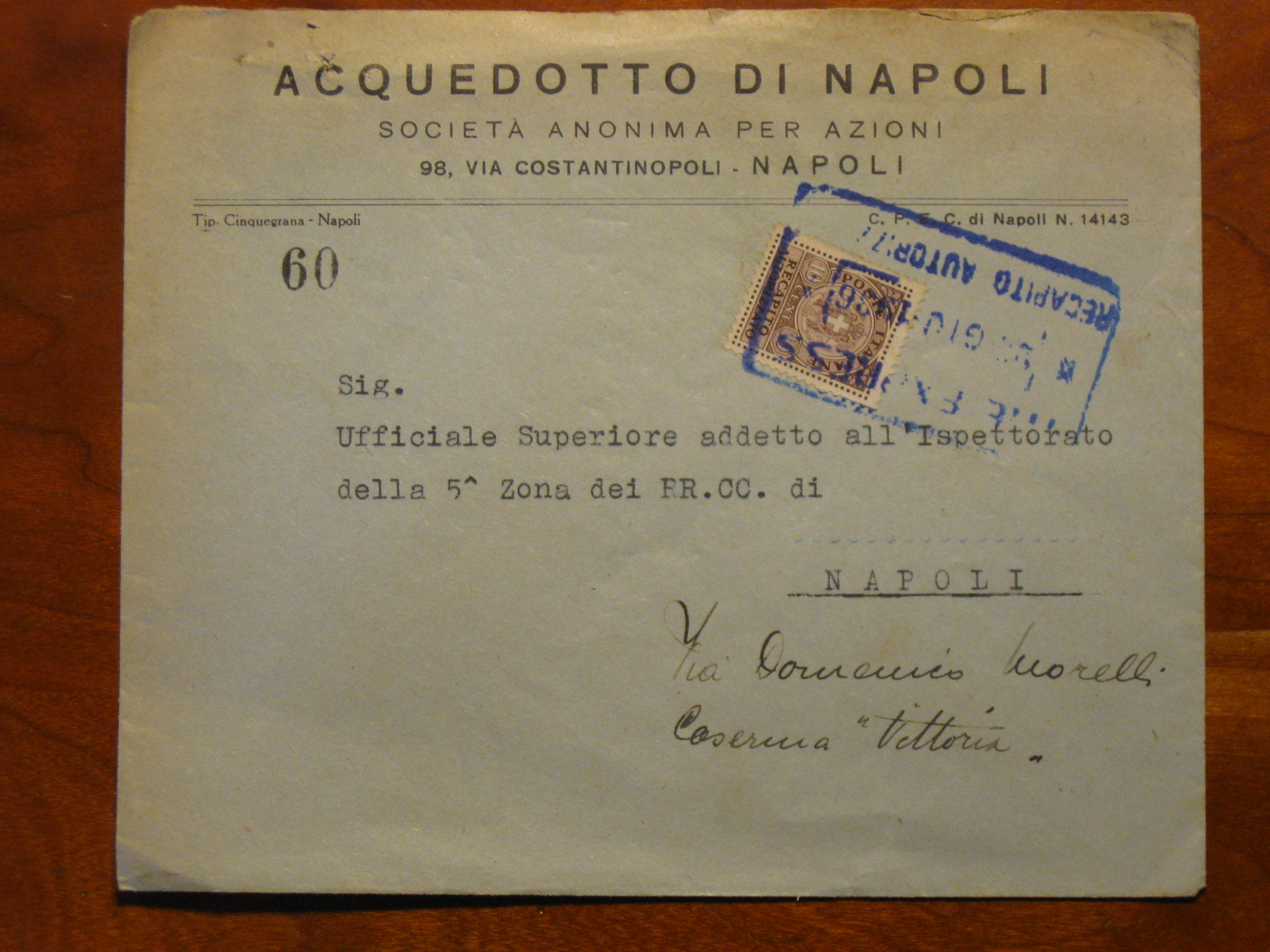
Plico dell'acquedotto di Napoli indirizzato all'ispettorato della V Zona CC reali di Napoli, succeduta al Gruppo di legioni
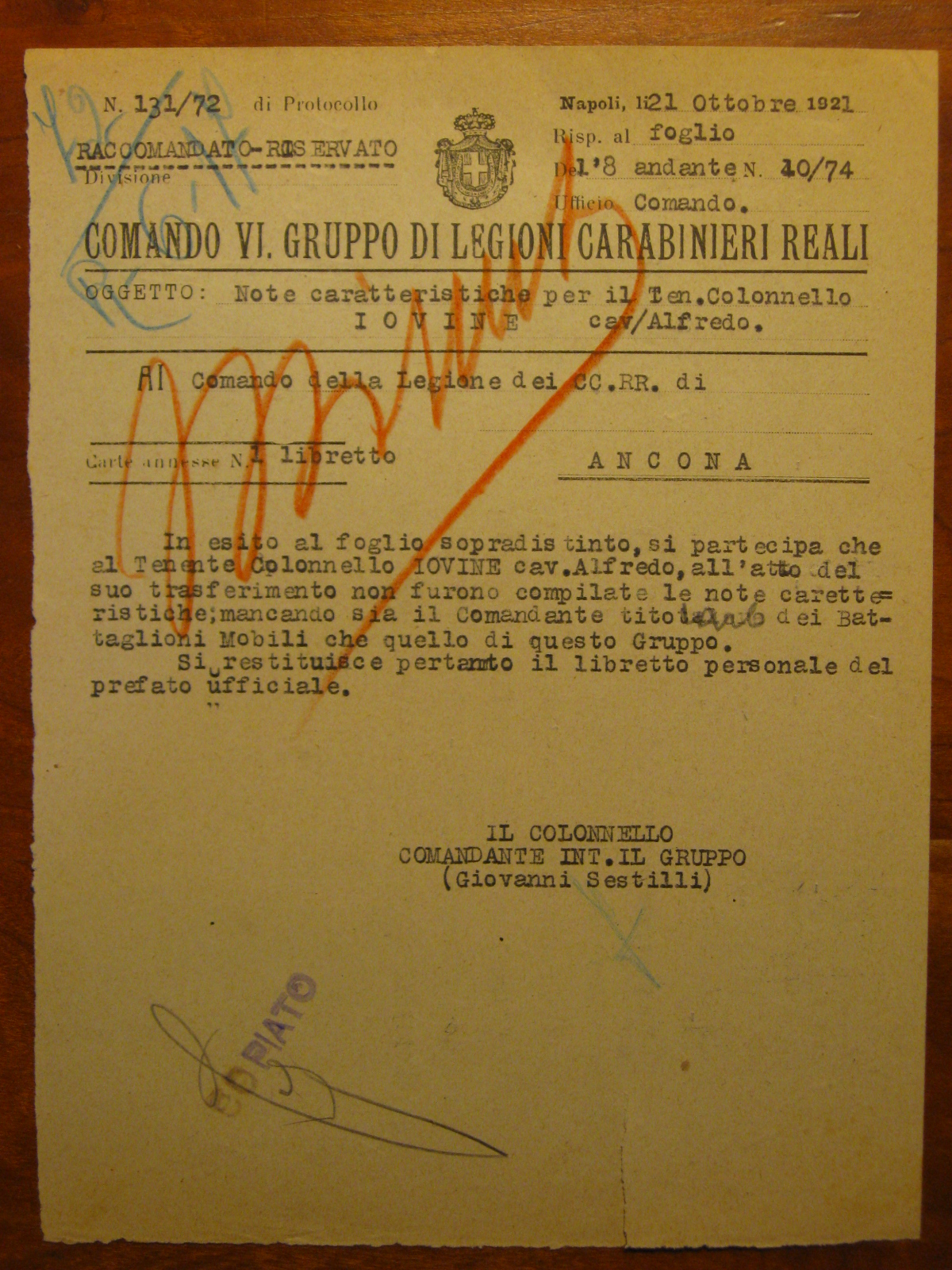
Documento attestante la presenza nella caserma Vittoria del Comando del VI Gruppo di legioni CC reali - anno 1921